# Excirolana mayana
Excirolana mayana är en kräftdjursart som först beskrevs av Ives 1891.  Excirolana mayana ingår i släktet Excirolana och familjen Cirolanidae.
Artens utbredningsområde är Mexikanska golfen. Inga underarter finns listade i Catalogue of Life.